# Hrvatska stranka mladih
Hrvatska stranka mladih (HSM) naziv je za političku stranku koja je djelovala u Hrvatskoj od 2005. do 2009.

## Vanjska poveznica
- Mrežna stranica HSM-a  Arhivirana inačica izvorne stranice od 21. ožujka 2009. (Wayback Machine)